# Transports au Mans
Cet article détaille les transports au sein de la ville du Mans dans le département de la Sarthe.

## Gare du Mans
La Gare du Mans est la principale gare ferroviaire de la ville du Mans, en France. Elle relie Le Mans à de nombreuses autres métropoles françaises, notamment grâce au TGV, installé depuis 1989 qui fixe le voyage Le Mans-Paris Montparnasse à 54 minutes.
La gare est sur le trajet d'autres liaisons qui relient les gares de Lille Europe, Marseille, Lyon ou Nantes. Elle est également une étape pour le corail Pays de La Loire et le corail Bretagne. Le tramway, en service depuis 2007 dessers la gare nord. La gare possède deux sorties sur la ville qui forment deux entités quasiment indépendantes. La gare nord est une sortie vers le centre-ville, qui se situe à environ 5 minutes à pied. La sortie gare sud est très utilisée par les salariés puisqu’elle mène directement au centre d’affaires Novaxis. 

## Tramway du Mans
Le tramway du Mans est un moyen de transport entré en service le 19 novembre 2007 et initié au début des années 2000. Il réalise une transversale nord-sud sur l'ensemble de la ville du Mans. Le moyen d'alimentation est le plus commun, par voie aérienne. Une ligne et "demi" est prévue à terme. La première relie Antarès à l'université en passant par des points stratégiques à l'image du centre-ville, la république ou tout le long de l'avenue Jean-Jaurès. La seconde ligne ouverte en 2008 relie le quartier Bellevue (est) et le quartier de l'Espal.

## Boulevards périphériques du Mans
Les boulevards périphériques du Mans sont nombreux et variés. La ville possède sa rocade qui réalise aux 3/4 le contour de la cité. Elle ne réalise que le strict contour et ne fait que desservir les communes alentour de la métropole. Elle ne permet pas de les éviter et ne fait donc pas un « grand tour » autour de la ville. Pour contourner pleinement la ville, il faut emprunter un « périphérique » constitué par des embranchements d'autoroutes du réseau Cofiroute. Ses autoroutes sont au nombre de trois et ne permettent elles aussi qu'un contournement aux 3/4, le sud de la ville n'étant pas desservi. Les autoroutes A28, A11 et A81 sont en provenance directe de grandes villes comme Rouen, Nantes ou Paris. Ce contournement de la ville est plus large que par la simple rocade, mais est payant. Au sud, la RN 23 forme une rocade séparée de 2X2 voies, en continuation de l'A28. Elle prend la direction de Chartres en sens extérieur.

## Société des transports en commun de l'agglomération mancelle
La Société des transports en commun de l'agglomération mancelle, est l'entreprise chargée de s'occuper du réseau de bus desservant Le Mans Métropole. Elle est également responsable du tramway, dans le cadre de la formation des conducteurs notamment. Actuellement, le réseau de bus est assez complet sur l'ensemble de la ville puisque des lignes directes vers le centre-ville sont créées pour chacune des 9 communes de la première couronne métropolitaine. Le réseau comprend 28 lignes et 172 bus pour un tracé d'une longueur de 234 kilomètres. Même s'il permet d'accéder aux grands points de la ville, certains quartiers ne peuvent être desservis par le réseau, du fait de leur accessibilité difficile, à cause de voies trop étroites pour permettre aux bus de circuler. Le réseau s'est agrandi avec l'arrivée du tramway puisque depuis novembre 2007 les lignes de bus allant vers le sud de la métropole sont allongées.

## Port du Mans
Les Espaces fluviaux du Mans sont réservés au tourisme fluvial et aux particuliers. Il se situe sur la Sarthe qui est peu navigable au nord de la ville, en revanche la navigation est aisée au sud du Mans et le tourisme fluvial, disposant de navettes et de bateaux-mouches existe. Des liaisons quotidiennes avec le port de Sablé-sur-Sarthe sont réalisées en été.